# Linh dương đuôi cương
Linh dương đuôi cương (danh pháp hai phần: Ammodorcas clarkei) là một loài linh dương đặc hữu Ethiopia và Somalia. Dù không phải linh dương gazelle thực sự, chúng có vẻ ngoài tương tự, với chân và cổ dài. Chúng cũng thường bị nhầm lẫn với linh dương Gerenuk. Chiều dài đầu-thân điển hình là khoảng 103 đến 117 cm (41 đến 46 in). Chiều cao khi đứng 80 đến 90 cm (31 đến 35 in). Con đực nặng chừng 20 đến 35 kg (44 đến 77 lb), còn con cái 22 đến 29 kg (49 đến 64 lb). Tên gọi quốc tế (dibatag) của loài này bắt nguồn trong tiếng Somali, có nghĩa là "chiếc đuôi cương thẳng".

## Hình ảnh

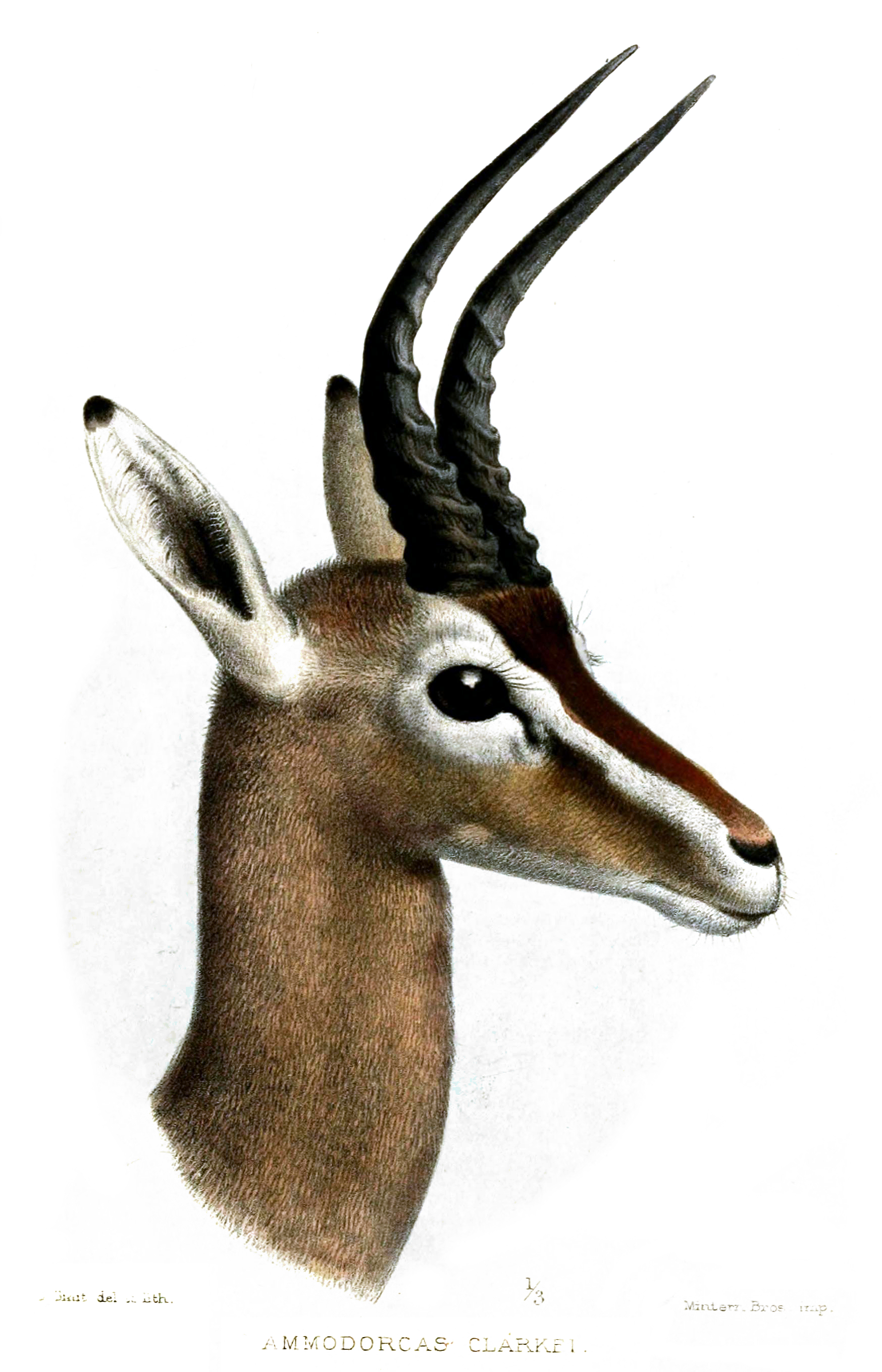
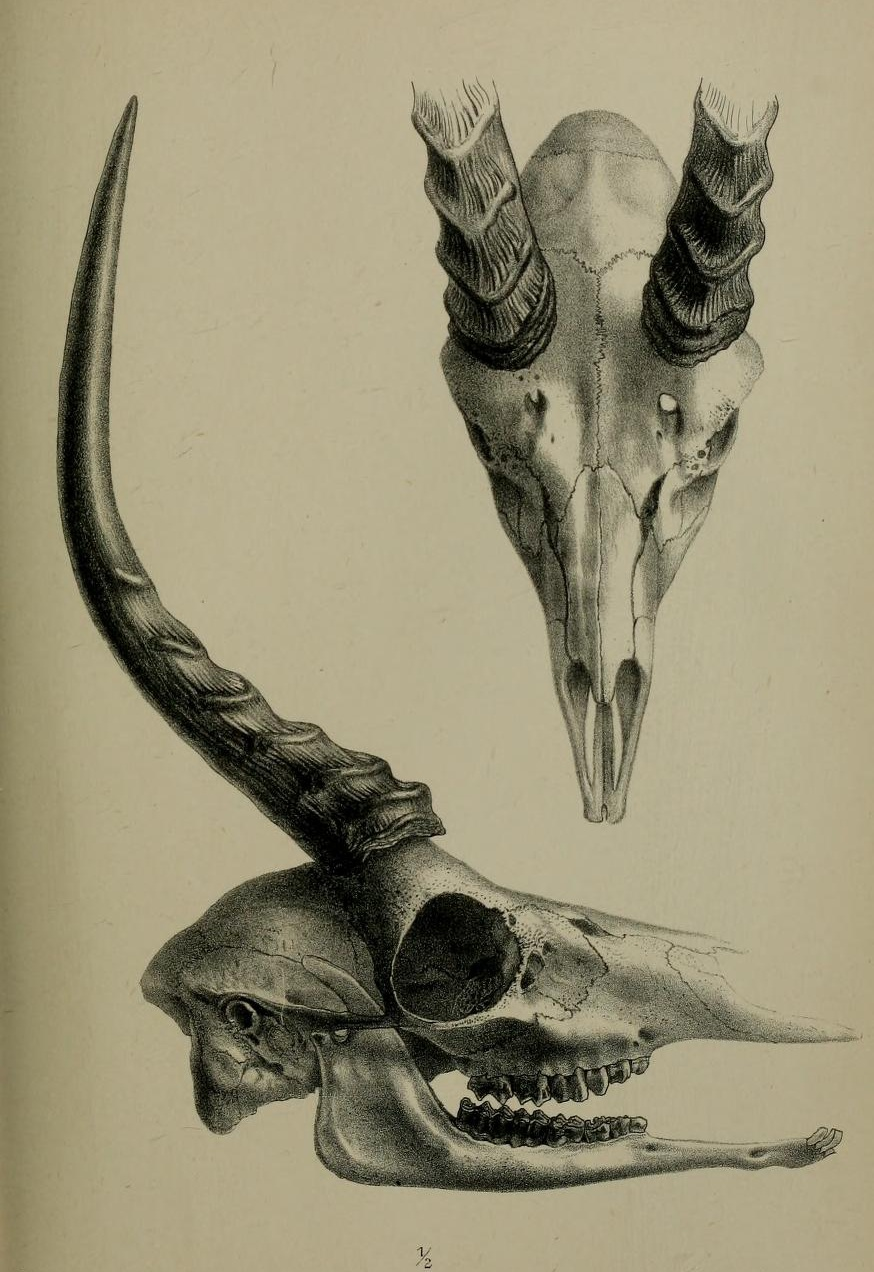
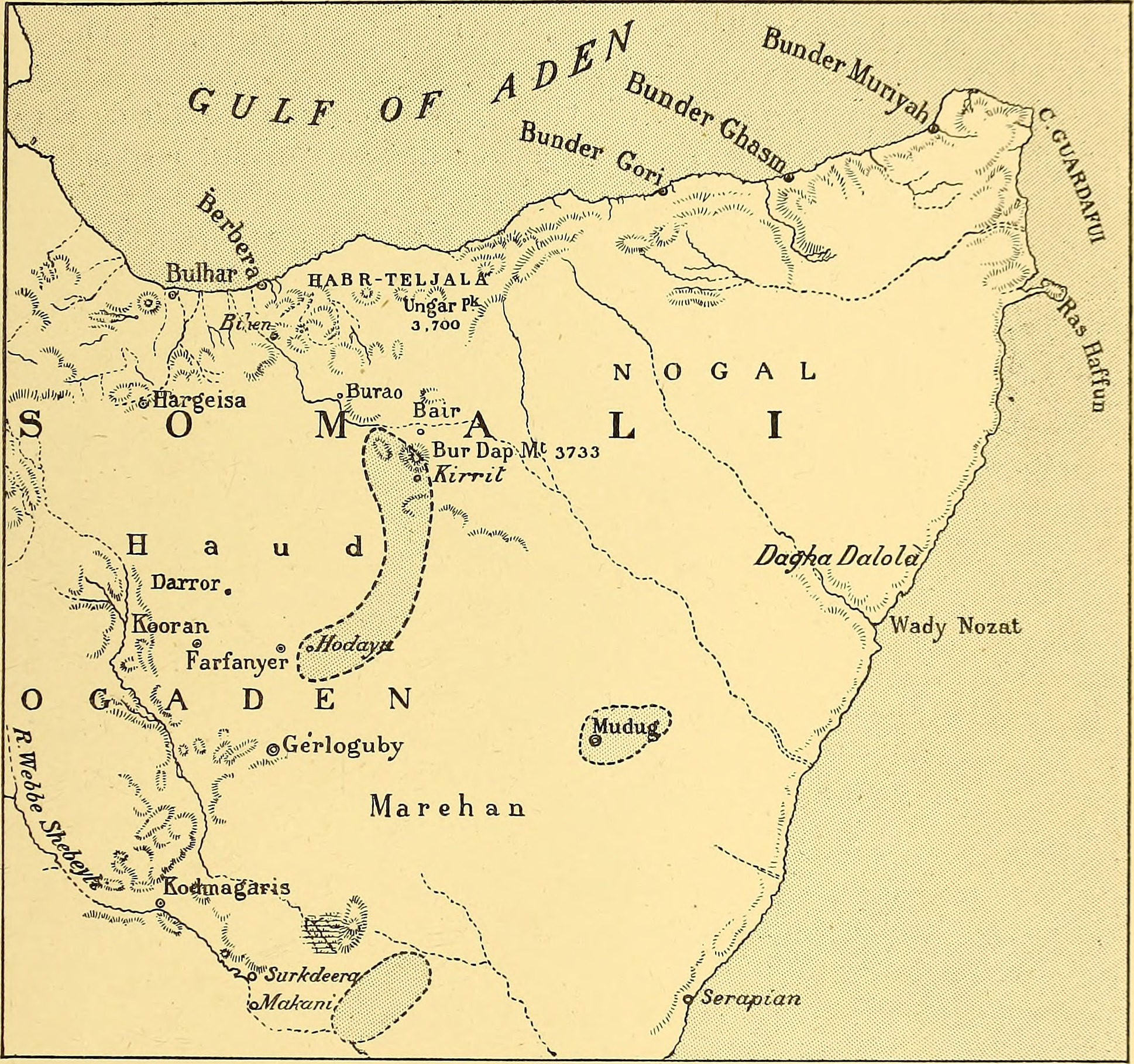